# Victor Robic
Pour les articles homonymes, voir Robic.
Victor Robic est un homme politique français, né le 12 avril 1875 à Bain-de-Bretagne (Ille-et-Vilaine) où son père est receveur de l'enregistrement, et décédé le 2 juillet 1941 au Faouët (Morbihan).

## Biographie

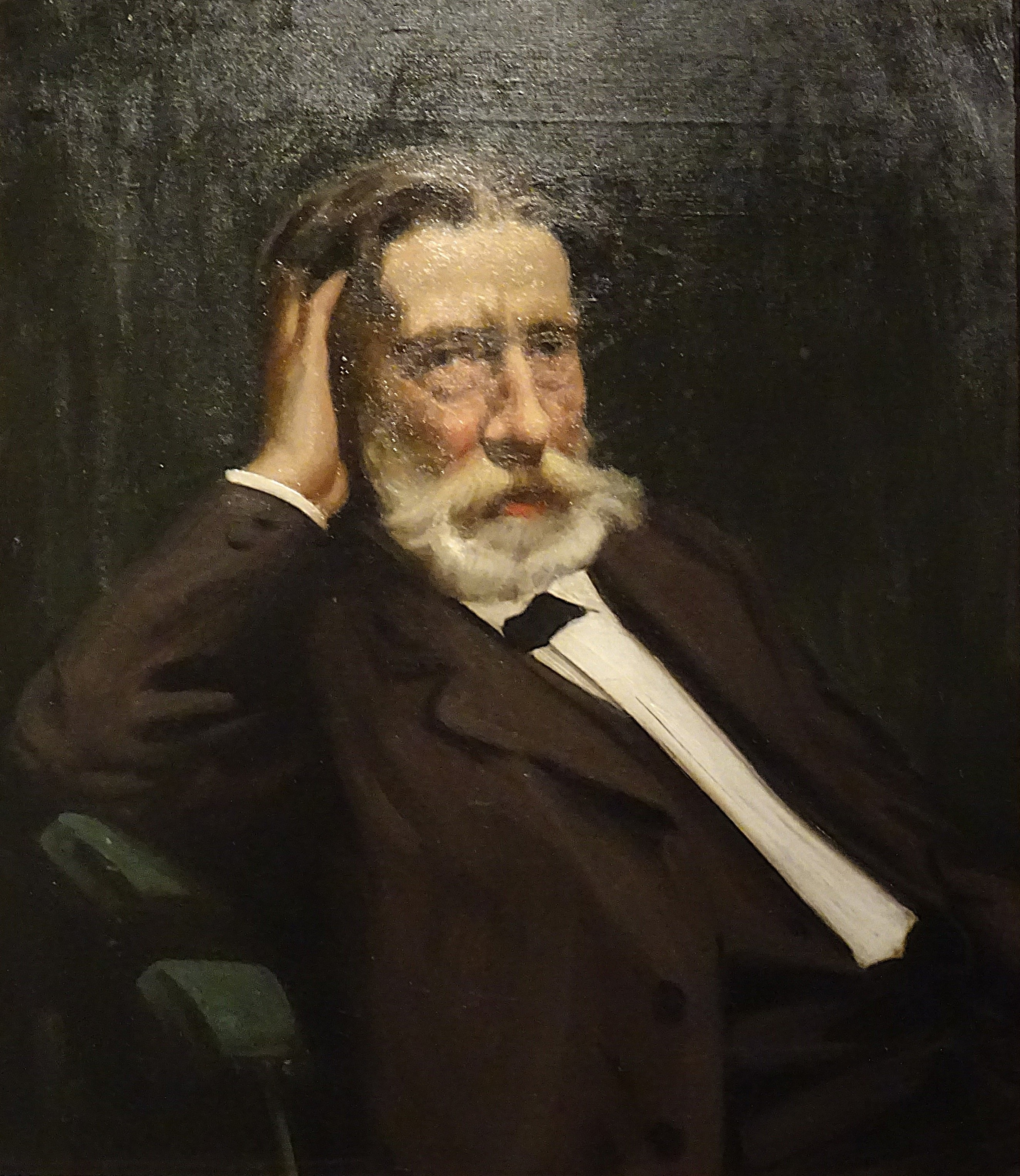
Guy Wilthew ː Portrait d'Armand-Paul Robic (1838-1916), père de Victor Robic (1875-1941) (huile sur toile, collection particulière).

Après avoir commencé sa carrière comme receveur de l'enregistrement en Savoie, il devient avocat au barreau de Lorient, il est conseiller général du canton du Faouët en 1904 et maire du Faouët en 1912. Il est député du Morbihan de 1914 à 1928, siégeant au groupe de l'Union républicaine démocratique. En 1920, il épouse à Cannes  Madeleine Cadoret, cousine du photographe Fernand Cadoret, ce dernier reconnu de nos jours comme un photographe de talent.
Il est aussi artiste-peintre à ses heures (en plus de ses études de droit à Paris, il fréquente l'Académie Julian), la peinture étant pour lui un violon d'Ingres, et crée notamment (il annonce sa décision aux membres de son Conseil municipal le 5 octobre 1913) une collection municipale d'œuvres d'art dans la salle du conseil municipal du Faouët, constituée par des dons d'artistes qui fréquentent la localité, qui est l'ancêtre du Musée du Faouët.

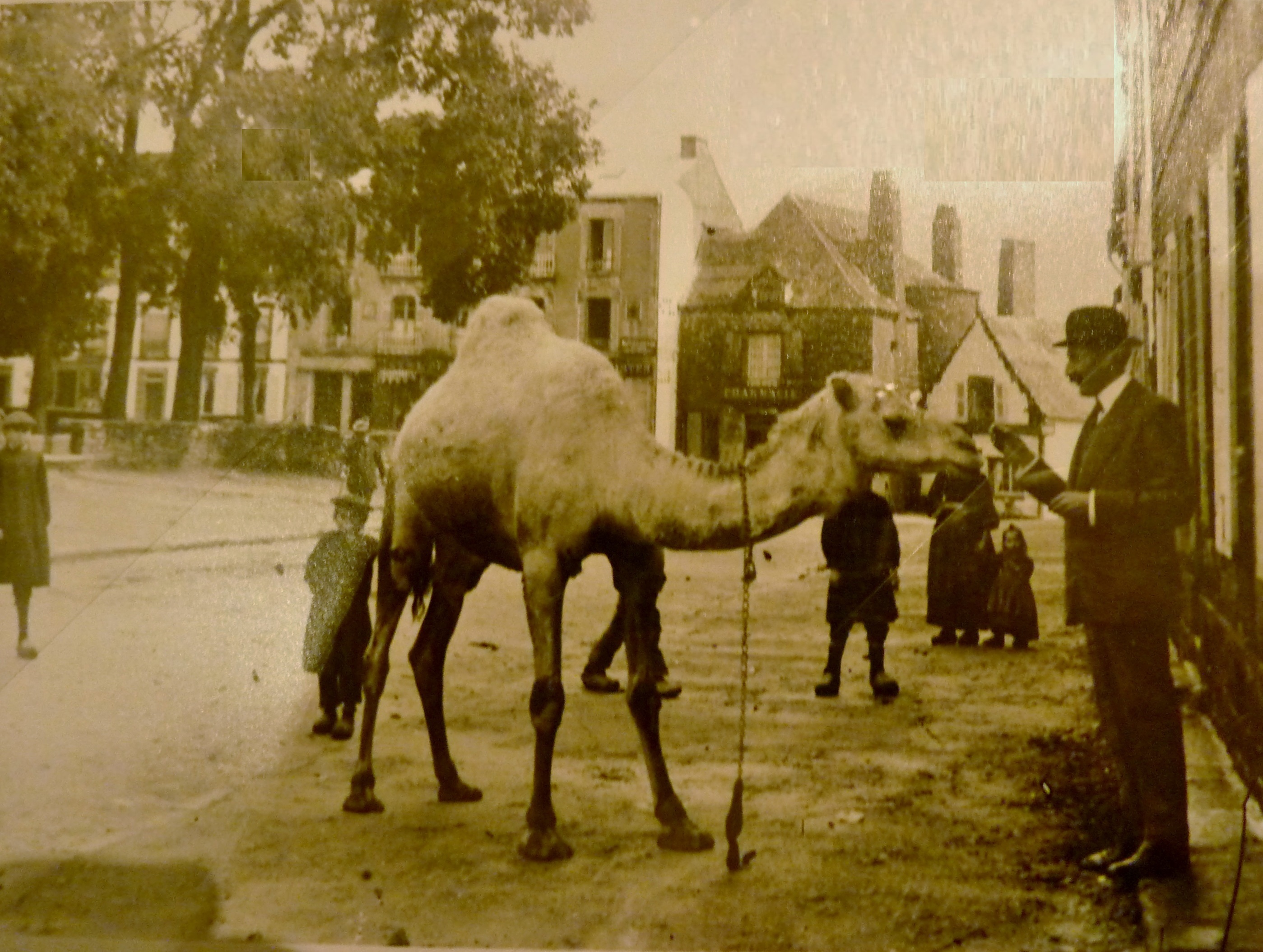
Fernand Cadoret (1855-1918) : Victor Robic donnant à manger à un dromadaire (photographie début XXe siècle)
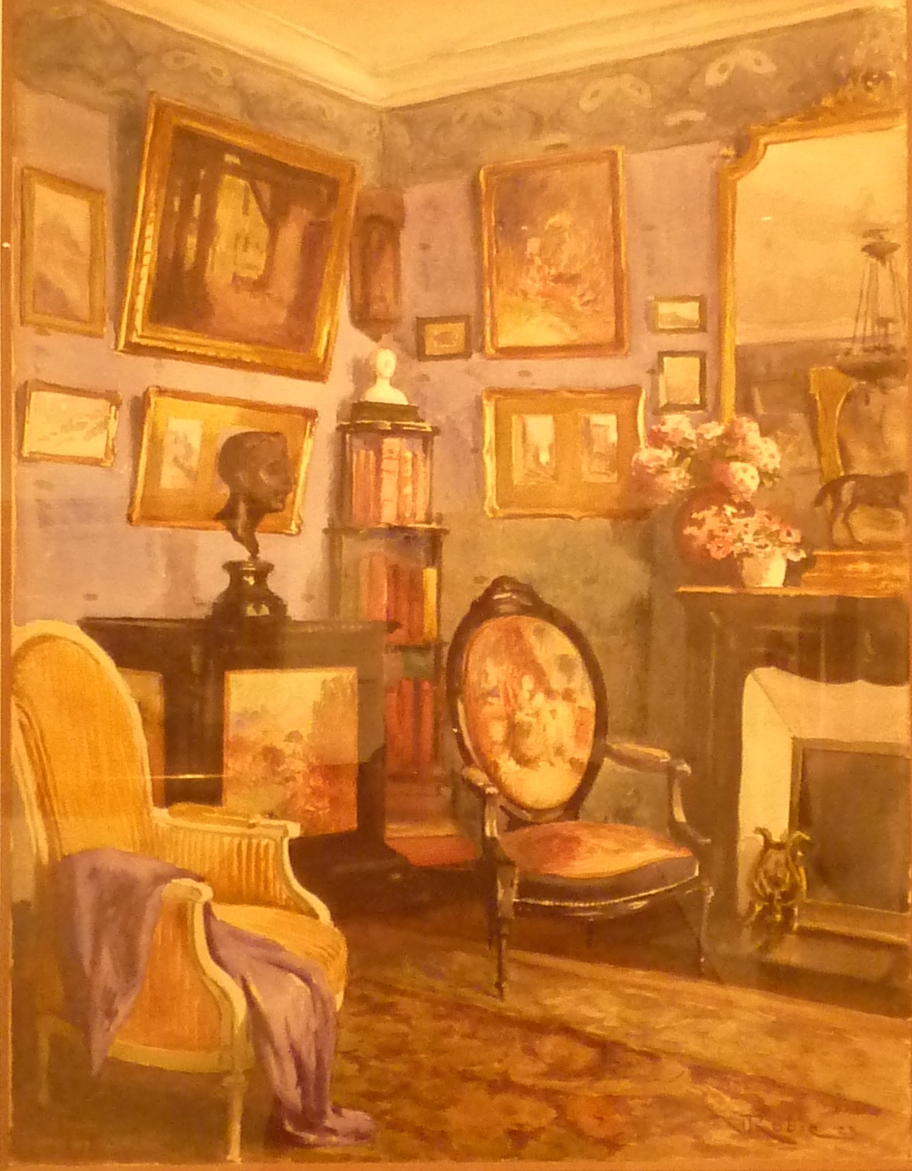
Victor Robic : Le salon. Lorient (1929, aquarelle, Musée du Faouët).
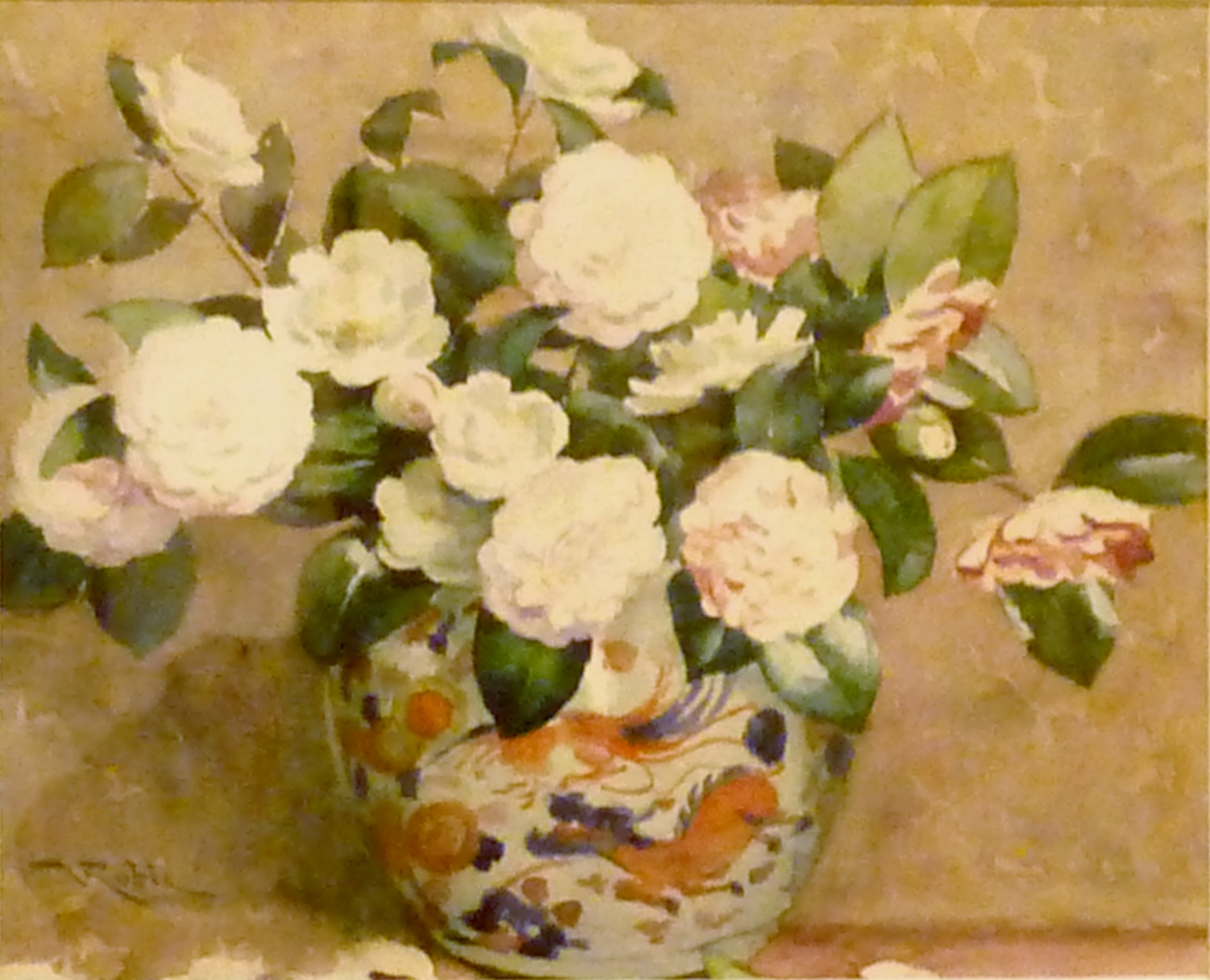
Victor Robic : Bouquet de camélias (aquarelle, collection particulière).
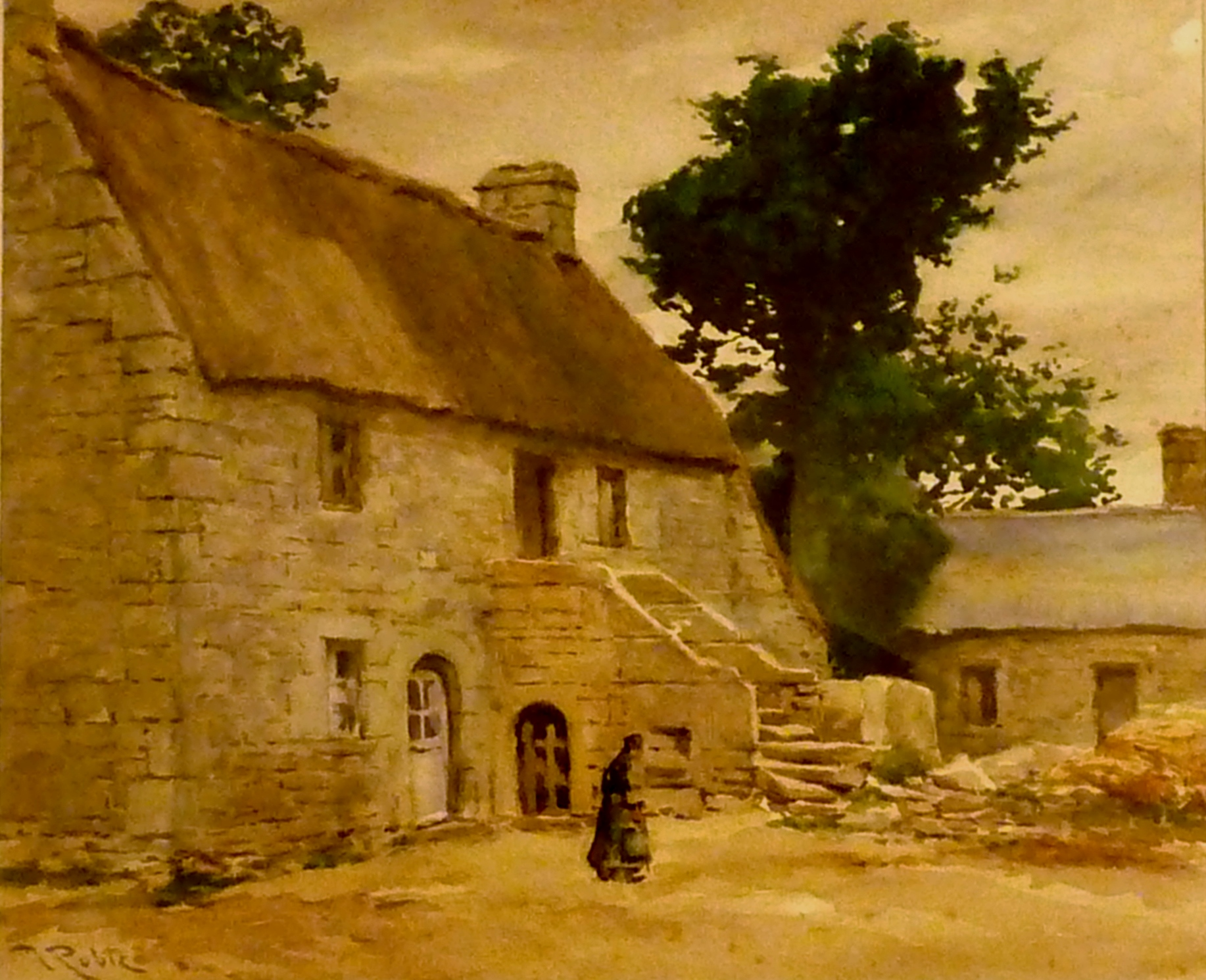
Victor Robic : Une cour de ferme au Faouët (aquarelle, collection particulière).
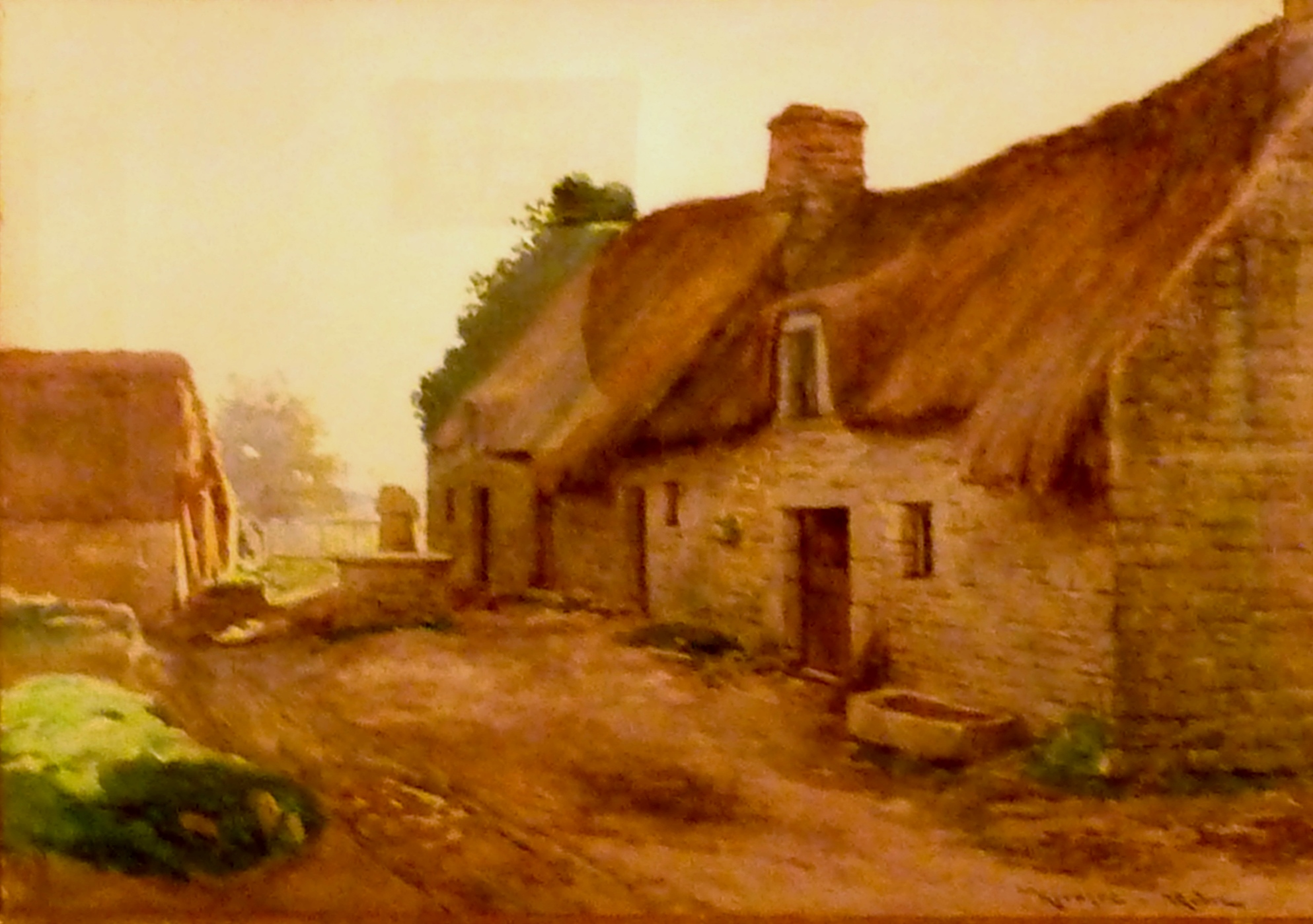
Victor Robic : Kerozec (aquarelle, Musée du Faouët).
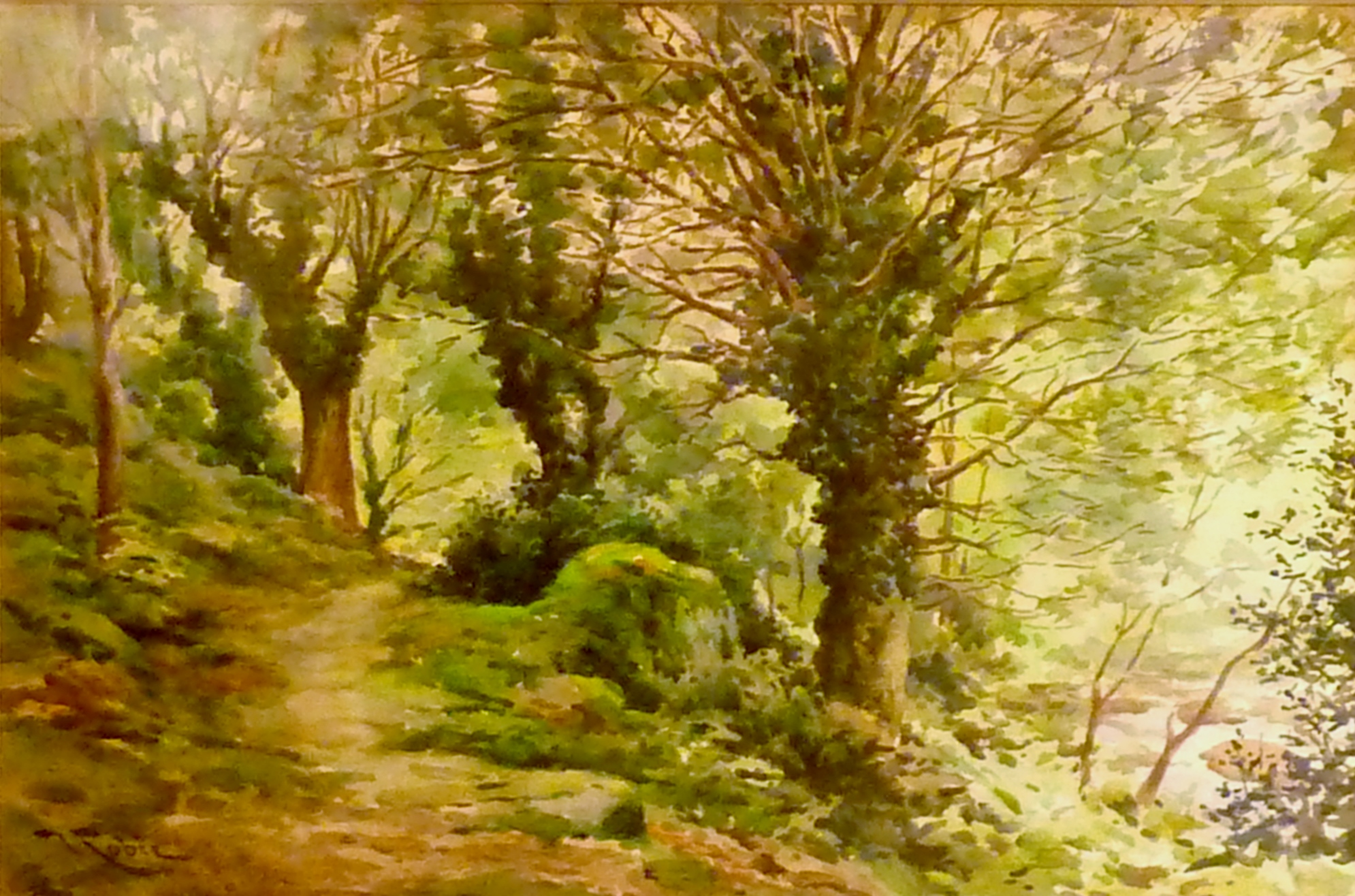
Victor Robic : Les Roches du Diable (aquarelle, collection particulière)
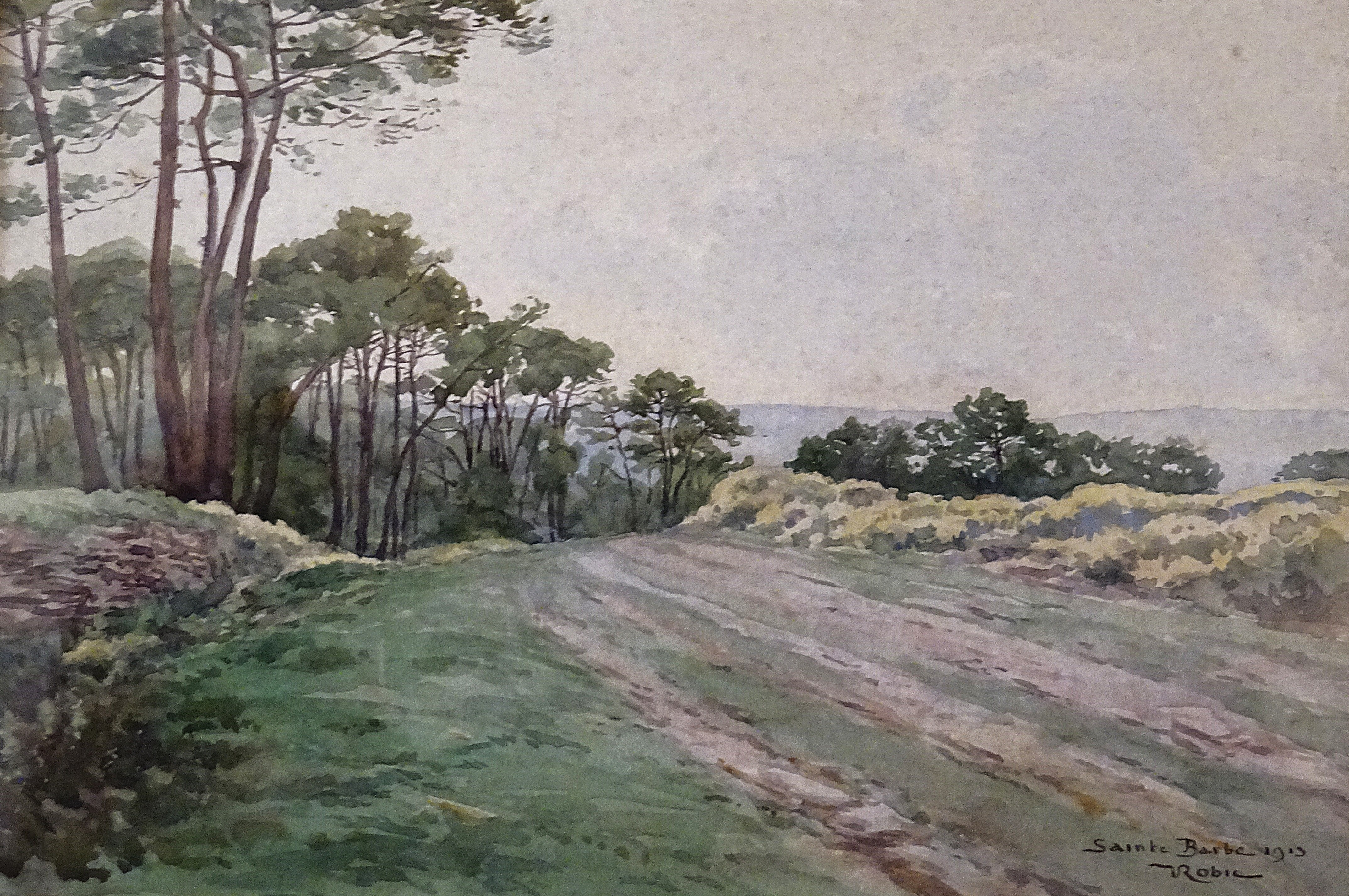
Victor Robic ː Le plateau de Sainte-Barbe, Le Faouët (aquarelle sur papier, 1913, Musée du Faouët).

## Sources
- « Victor Robic », dans le Dictionnaire des parlementaires français (1889-1940), sous la direction de Jean Jolly, PUF, 1960 [détail de l’édition]